# Hansa Rostock
Fußballclub Hansa Rostock – niemiecki klub piłki nożnej z siedzibą w Rostocku, który został założony 28 grudnia 1965 na bazie sekcji piłki nożnej Sportclub Empor Rostock.

## Dzieje klubu
Początki Hansy Rostock związane są z jej protoplastą, którym była sekcja piłki nożnej Sportclub Empor Rostock. W osobliwych okolicznościach w 1954 roku istniejąca drużyna Emporu Lauter (obecnie Lauter jest częścią miasta Lauter-Bernsbach) została odgórną decyzją władz NRD przeniesiona w całości do Rostocku. W uzasadnieniu stwierdzono, że na Wybrzeżu nie było silnego klubu sportowego, podczas gdy w Saksonii było ich kilka. Decyzję o przeniesieniu wykonano błyskawicznie, przesiedlając trenerów i piłkarzy do Rostocku. W połowie 1964 Niemiecki Związek Gimnastyczno Sportowy wraz z Niemieckim Zrzeszeniem Piłki Nożnej rozpoczęły działania mające na celu powołanie w Niemieckiej Republice Demokratycznej klubów piłki nożnej jako bytów niezależnych od klubów sportowych. Miały to być stowarzyszenia wzorowane na tzw. zachodnich klubach, lecz dostosowanych do warunków realnego socjalizmu. W wyniku trwających rok prac, 18 sierpnia 1965 Sekretariat Komitetu Centralnego Socjalistycznej Partii Jedności Niemiec podjął decyzję o powołaniu klubów piłki nożnej. W związku z wejściem w życie nowych przepisów rozpoczęto tworzenie zawodowych – w warunkach realnego socjalizmu – klubów piłki nożnej. Fakt, że jednym z członków KC SED był związany z Rostockiem Harry Tisch miał ogromne znaczenie dla powstania w tym mieście klubu piłki nożnej. Polityczny lobbing Tischa, którego wspierały zakłady przemysłu morskiego i stoczniowego, doprowadził do powołania 28 grudnia 1965 Fußballclub Hansa Rostock.
Hansa w Oberlidze NRD (najwyższej klasie rozgrywkowej NRD) już w 1955 zajęła drugie miejsce. Były to jednak rozgrywki skrócone, niezaliczane do mistrzostw NRD, rozegrane dodatkowo z powodu zmiany terminarza z jesień-wiosna na wiosna-jesień. Empor Rostock był potem trzy razy z rzędu wicemistrzem NRD w rozgrywanych ponownie systemem jesień-wiosna sezonach 1961/62, 1962/63 i 1963/64, a jako Hansa zdobył tytuł wicemistrzowski po raz czwarty w sezonie 1967/68.
W późniejszych latach Hansa Rostock zajmowała na ogół niższe miejsca w Oberlidze NRD, natomiast w sezonie 1990/91 zajęła pierwsze miejsce w ostatnich w historii rozgrywkach wschodnioniemieckiej Oberligi (nazwanej wtedy Nord-Ostdeutscher Fussbalverband – NOFV Oberliga), które stanowiły eliminacje włączające kluby wschodnich Niemiec do rozgrywek Bundesligi. Nie została oficjalnym ostatnim mistrzem NRD, gdyż rozgrywki te zakończyły się już po zjednoczeniu Niemiec, ale uzyskała przydzielone dawnej NRD miejsce w eliminacjach Pucharu Europy w sezonie 1991/1992. Uległa w pierwszej rundzie późniejszemu zwycięzcy tych rozgrywek, drużynie FC Barcelona.
W 1. Bundeslidze zespół grał tylko w sezonie 1991/92, ale potem utrzymywał się w niej w latach 1995–2005, będąc przez większość tego okresu jedynym klubem Bundesligi z dawnej NRD (poza Hansą w Bundeslidze grał wtedy tylko klub Energie Cottbus, ale jedynie przez 3 sezony). Ponownie w Bundeslidze Hansa zagrała jeszcze w sezonie 2007/08, od razu spadając.
Rekordzistą klubu pod względem występów jest Hilmar Weilandt (365 mecze), a najwięcej goli dla Hansy zdobył Rainer Jarohs (166 goli). Najwyższe zwycięstwo u siebie w Bundeslidze klub zanotował w meczu przeciwko Borussii Dortmund (5:1, 14 sierpnia 1991) oraz czterokrotnie 4:0 – przeciwko 1. FC Nürnberg (3 sierpnia 1991), Hercie BSC (20 września 1997), SC Freiburg (9 lutego 2002) oraz 1. FC Kaiserslautern (8 listopada 2003). Najwyższą porażkę u siebie Hansa zanotowała w meczu przeciwko Hamburgerowi SV (0:6, 14 listopada 2004), najwyższym zwycięstwem na wyjeździe jest wygrana 4:0 nad Energie Cottbus (24 sierpnia 2002), a najwyższa porażka to 1:6 przeciwko Bayernowi Monachium (9 września 1998) oraz dwukrotnie 0:5 przeciwko FC Schalke 04 (12 października 1991) oraz SC Freiburg (17 września 1999).
W 2010 roku zespół po raz pierwszy w swojej historii został zdegradowany do 3. ligi (po przegranych barażach z drużyną FC Ingolstadt 04).
Rok później po zajęciu drugiego miejsca w 3. Lidze klub awansował ponownie do 2. Bundesligi. Po roku gry na boiskach drugiej ligi klub po zajęciu ostatniego 18. miejsca w tabeli ponownie spadł do 3. Ligi. Do 2. Bundesligi klub powrócił w roku 2021.

## Osiągnięcia
- Mistrz NRD 1990/91[7]
- Zdobywca Pucharu NRD 1990/91
- Półfinał Pucharu Niemiec: 1999/2000
- 6. miejsce w Bundeslidze: 1995/1996, 1997/1998

## Europejskie puchary
Legenda do wszystkich tabel:
- Q – runda eliminacyjna, 1/16, 1/8, 1/4, 1/2 – odpowiednia faza rozgrywek, Grupa – runda grupowa, 1r gr – pierwsza runda grupowa, 2r gr – druga runda grupowa, F – finał, R – runda, PO – play-off
- k. – rzuty karne, los. – losowanie, Dogr. – dogrywka, w. – zasada bramek strzelonych na wyjeździe

| Sezon   | Rozgrywki              | Runda | Przeciwnik     | Dom | Wyjazd | Ogólnie |
| ------- | ---------------------- | ----- | -------------- | --- | ------ | ------- |
| 1968/69 | Puchar Miast Targowych | 1R    | OGC Nice       | 3–0 | 1–2    | 4–2     |
| 1968/69 | Puchar Miast Targowych | 2R    | ACF Fiorentina | 3–2 | 1–2    | 4–4, w. |
| 1969/70 | Puchar Miast Targowych | 1R    | Panionios GSS  | 3–0 | 0–2    | 3–2     |
| 1969/70 | Puchar Miast Targowych | 2R    | Inter Mediolan | 2–1 | 0–3    | 2–4     |
| 1989/90 | Puchar UEFA            | 1R    | Baník Ostrava  | 2–3 | 0–4    | 2–7     |
| 1991/92 | Puchar Europy          | 1R    | FC Barcelona   | 1–0 | 0–3    | 1–3     |
| 1998    | Puchar Intertoto       | 3R    | Debreceni VSC  | 1–2 | 1–1    | 2–3     |

## Zawodnicy

### Obecny skład
Stan na 14 sierpnia 2021 r.
| Nr | Poz. | Piłkarz                                    |
| -- | ---- | ------------------------------------------ |
| 1  | BR   | Markus Kolke (Kapitan)                     |
| 3  | OB   | Julian Riedel                              |
| 4  | OB   | Damian Roßbach                             |
| 5  | PO   | Simon Rhein                                |
| 6  | PO   | Björn Rother                               |
| 7  | OB   | Nico Neidhart                              |
| 8  | PO   | Bentley Baxter Bahn                        |
| 9  | NA   | Ridge Munsy                                |
| 10 | NA   | Haris Duljević                             |
| 11 | NA   | Streli Mamba (Wypożyczony z Kajrat Ałmaty) |
| 13 | NA   | Kevin Schumacher                           |
| 14 | PO   | Svante Ingelsson                           |
| 16 | OB   | Ryan Malone (soccer)                       |
| 17 | PO   | Hanno Behrens                              |
| 18 | NA   | John Verhoek                               |

| Nr | Poz. | Piłkarz                                 |
| -- | ---- | --------------------------------------- |
| 19 | PO   | Manuel Farrona-Pulido                   |
| 20 | PO   | Lukas Scherff                           |
| 21 | PO   | Nik Omladič                             |
| 22 | BR   | Luis Klatte                             |
| 24 | PO   | Jan Löhmannsröben                       |
| 25 | OB   | Thomas Meißner                          |
| 27 | OB   | Calogero Rizzuto                        |
| 28 | PO   | Maurice Litka                           |
| 29 | NA   | Gian Luca Schulz                        |
| 30 | BR   | Ben Voll                                |
| 33 | NA   | Theo Martens                            |
| 38 | PO   | Tobias Schwede                          |
| 39 | NA   | Pascal Breier                           |
|    | OB   | Jonathan Meier (Wypożyczony z Mainz 05) |